# Trofeo Ciudad de Estella
El Trofeo Ciudad de Estella, fue un torneo de fútbol amistoso de verano que se disputó en la ciudad de Estella en Navarra, entre los años 1987 y 1994.
El torneo era organizado por el club local CD Izarra y los partidos se jugaban en el Estadio Merkatondoa.

## Historia
En 1987, de la mano de Juan Arza entonces vinculado al Sevilla FC, trajo al equipo andaluz para hacer la pretemporada en Estella. Entonces se inició el Trofeo Ciudad de Estella que se celebró a principios de agosto entre los años 1987 y 1994. Equipos como Albacete Balompié, Xerez CD o el ruso Spartak Vladikavkaz también hicieron pretemporada en Merkatondoa durante estos años.

## Historial
| Año  | Edición | Campeón     | Resultado  | Subcampeón             | Tercero           | Resultado | Cuarto           |
| ---- | ------- | ----------- | ---------- | ---------------------- | ----------------- | --------- | ---------------- |
| 1987 | I       | Sevilla FC  | 2-0        | CA Osasuna             | CD Izarra         | 0-0 (pen) | Deportivo Alavés |
| 1988 | II      | Sevilla FC  | 2-2 (pen)  | CA Osasuna             | CD Logroñés       | 1-0       | CD Izarra        |
| 1989 | III     | CA Osasuna  | 1-1 (pen)  | Real Sociedad          | Sestao SC         | 2-0       | CD Izarra        |
| 1990 | IV      | CA Osasuna  | 4-2        | CD Logroñés            | Bilbao Athletic   | 4-0       | CD Izarra        |
| 1991 | V       | CA Osasuna  | 3-1        | CD Logroñés            | Real Burgos CF    | 1-1 (pen) | Real Zaragoza    |
| 1992 | VI      | CD Logroñés | 2-0        | Real Zaragoza          | CA Osasuna        | 2-1       | Real Burgos CF   |
| 1993 | VII     | CA Osasuna  | 5-2        | FK Alaniya Vladikavkaz | UE Lleida         | 3-0       | Real Zaragoza    |
| 1994 | VIII    | CD Logroñés | triangular | CA Osasuna             | Albacete Balompié | -         | -                |

## Palmarés
| Club        | Títulos | Años                   |
| ----------- | ------- | ---------------------- |
| CA Osasuna  | 4       | 1989, 1990, 1991, 1993 |
| CD Logroñés | 2       | 1992, 1994             |
| Sevilla FC  | 2       | 1987, 1988             |